# Records des Nets de Brooklyn
Cette page liste les records de l'équipe et des joueurs des Nets de Brooklyn depuis leur création en 1967.

## Records individuels en saison régulière
Légende: En Gras : joueurs encore en activité en NBA.

### En carrière
| Statistique             | Joueur        | Record |
| ----------------------- | ------------- | ------ |
| Matchs joués            | Buck Williams | 635    |
| Points                  | Brook Lopez   | 10 444 |
| Passes décisives        | Jason Kidd    | 4 620  |
| Interceptions           | Jason Kidd    | 950    |
| Total de rebonds        | Buck Williams | 7 574  |
| Contres                 | Brook Lopez   | 972    |
| Tirs marqués            | Brook Lopez   | 4 044  |
| 3 points inscrits       | Joe Harris    | 984    |
| Lancers francs inscrits | Buck Williams | 2 476  |
| Pertes de balles        | Buck Williams | 1 811  |

### Sur un match
| Statistique                | Joueur                                    | Record | Date                                             |
| -------------------------- | ----------------------------------------- | ------ | ------------------------------------------------ |
| Minutes                    | Buck Williams                             | 60     | 1er février 1987                                 |
| Points                     | Kyrie Irving                              | 60     | 15 mars 2022                                     |
| Paniers marqués            | Ray Williams                              | 21     | 17 avril 1982                                    |
| Paniers tentés             | John Williamson                           | 40     | 4 mars 1978                                      |
| Paniers à 3 points réussis | Deron Williams                            | 11     | 8 mars 2013                                      |
| Paniers à 3 points tentés  | Vince Carter                              | 20     | 11 décembre 2006                                 |
| Lancers francs réussis     | Vince Carter                              | 23     | 23 décembre 2005                                 |
| Lancers francs tentés      | John Williamson Vince Carter Devin Harris | 24     | 9 décembre 1978 23 décembre 2005 7 novembre 2008 |
| Rebonds défensifs          | Buck Williams                             | 22     | 1er février 1987                                 |
| Rebonds offensifs          | Jayson Williams                           | 17     | 31 octobre 1997                                  |
| Total rebonds              | Buck Williams                             | 27     | 1er février 1987                                 |
| Passes décisives           | Kevin Porter                              | 29     | 24 février 1978                                  |
| Interceptions              | Kendall Gill                              | 11     | 3 avril 1999                                     |
| Contres                    | Darryl Dawkins                            | 13     | 5 novembre 1983                                  |
| Balles perdues             | Kevin Porter Jason Kidd                   | 12     | 9 novembre 1977 6 janvier 2003 16 mars 2003      |

## Records individuels en Playoffs

### En carrière
| Statistique             | Joueur                       | Record |
| ----------------------- | ---------------------------- | ------ |
| Matchs joués            | Jason Kidd Richard Jefferson | 78     |
| Points                  | Jason Kidd                   | 1 308  |
| Passes décisives        | Jason Kidd                   | 710    |
| Interceptions           | Jason Kidd                   | 144    |
| Total de rebonds        | Jason Kidd                   | 642    |
| Contres                 | Kenyon Martin                | 70     |
| Tirs marqués            | Jason Kidd                   | 466    |
| 3 points inscrits       | Jason Kidd                   | 121    |
| Lancers francs inscrits | Richard Jefferson            | 305    |
| Pertes de balles        | Jason Kidd                   | 263    |

### Sur un match
| Statistique                | Joueur                                            | Record | Date                                               |
| -------------------------- | ------------------------------------------------- | ------ | -------------------------------------------------- |
| Minutes jouées             | Deron Williams                                    | 58     | 27 avril 2013                                      |
| Points                     | Kevin Durant                                      | 49     | 15 juin 2021                                       |
| Paniers marqués            | Dražen Petrović Vince Carter Kevin Durant         | 17     | 23 avril 1992 12 mai 2006 15 juin 2021             |
| Paniers tentés             | Vince Carter                                      | 37     | 28 avril 2005                                      |
| Lancers francs réussis     | Derrick Coleman                                   | 21     | 6 mai 1994                                         |
| Lancers francs tentés      | Derrick Coleman                                   | 25     | 6 mai 1994                                         |
| Paniers à 3 points réussis | Deron Williams Joe Harris James Harden Jeff Green | 7      | 27 avril 2015 25 mai 2021 28 mai 2021 15 juin 2021 |
| Paniers à 3 points tentés  | James Harden Kyrie Irving James Harden            | 12     | 28 mai 2021 30 mai 2021 19 juin 2021               |
| Rebonds défensifs          | Derrick Coleman Kevin Durant                      | 17     | 1er mai 1994 15 juin 2021                          |
| Rebonds offensifs          | Jayson Williams                                   | 11     | 24 avril 1998                                      |
| Total rebonds              | Derrick Coleman Jayson Williams                   | 21     | 1er mai 1994 24 avril 1998                         |
| Passes décisives           | Jason Kidd                                        | 19     | 27 avril 2007                                      |
| Interceptions              | Micheal Ray Richardson Otis Birdsong Vince Carter | 6      | 26 avril 1984 26 avril 1984 29 avril 2006          |
| Contres                    | Derrick Coleman                                   | 9      | 7 mai 1993                                         |
| Balles perdues             | John Williamson                                   | 11     | 11 avril 1979                                      |

## Records de la franchise

### Sur une saison
| Statistique                    | Record | Moyenne par match          | Saison    |
| ------------------------------ | ------ | -------------------------- | --------- |
| Points marqués                 | 9 476  | 112,8 points / match       | 1971-1972 |
| Rebonds                        | 4 243  | 50,5 rebonds / match       | 1975-1976 |
| Passes décisives               | 2 163  | 26,4 passes / match        | 1984-1985 |
| Interceptions                  | 918    | 11,2 interceptions / match | 1981-1982 |
| Contres                        | 621    | 7,6 contres / match        | 1977-1978 |
| Tirs marqués                   | 3 879  | 46,2 tirs / match          | 1974-1975 |
| Tirs tentés                    | 8 148  | 97 tirs / match            | 1975-1976 |
| Pourcentage au tir             | 49,8 % | /                          | 1983-1984 |
| 3 points marqués               | 1 113  | 13,6 tirs / match          | 2024-2025 |
| 3 points tentés                | 3 232  | 39,4 tirs / match          | 2024-2025 |
| Pourcentage à 3 points         | 39,2 % | /                          | 2020-2021 |
| Lancers francs marqués         | 2 138  | 27,4 tirs / match          | 1967-1968 |
| Lancers francs tentés          | 2 876  | 36,9 tirs / match          | 1967-1968 |
| Pourcentage aux lancers francs | 80,2 % | /                          | 2021-2022 |
| Pertes de balles               | 1 873  | 22,8 pertes / match        | 1982-1983 |